# Жёлтенькая
Жёлтенькая — река на Украине, левый приток Каменки. Протекает по территории Днепропетровской области.

## Происхождение названия
Река Жёлтенькая имеет желтоватый, особенно после ливней, цвет воды. Это обусловлено глинистым руслом реки.

## Описание
Исток расположен возле села Петрово (Софиевский район). Течёт по территории Софиевского и Апостоловского районов. Река является зоной отдыха местного населения, но постепенно зарастает, заиливается и мелеет. В верхнем течении речка частично зарегулирована прудами. Используется на сельскохозяйственные нужды.

## Морфометрические характеристики
Длина речки составляет 42 км. Площадь водосборного бассейна — 293 км². Уклон — 1,5 м/км. Долина реки трапециевидная, шириной 1,5 км. Пойма имеет ширину, в среднем, 100 м. Русло умеренно извилисто, шириной до 10 м.

## Населённые пункты на реке
Вниз по течению:
- Петрово
- Михайловка
- Нововитебское
- Новоподольское
- Авдотьевка
- Павловка
- Марьевка
- Калашники
- Ленина
- Новоалексеевка
- Червоная Колонна
- Жёлтое